# Language Of Temporal Ordering Specification
Language Of Temporal Ordering Specification (LOTOS) est un langage de spécification formel basé sur l'ordre temporel des événements. LOTOS est utilisé pour la spécification des protocoles dans les standards ISO OSI.
LOTOS est un langage algébrique qui consiste en deux parties : une partie de description des données et des opérations, basé sur des types abstraits de données, et une partie pour la description des processus concurrents, basé sur l'algèbre de processus.
Le travail sur le standard a été terminé en 1988, et publié sous la norme ISO 8807 en 1989. Entre 1993 et 2001, un comité ISO travailla pour définir une version révisée du standard LOTOS, qui a été publiée en 2001 sous l’appellation E-LOTOS.

## Sources
- (en) Cet article est partiellement ou en totalité issu de l’article de Wikipédia en anglais intitulé « Language Of Temporal Ordering Specification » (voir la liste des auteurs).
- (en) Cet article contient des extraits de la Free On-line Dictionary of Computing qui autorise l'utilisation de son contenu sous licence GFDL.